# Heerlijkheid Dollendorf
De heerlijkheid Dollendorf was een rijksonmiddellijke heerlijkheid, die deel uitmaakte van de Nederrijns-Westfaalse Kreits.
Dollendorf is thans een deel van de gemeente Blankenheim (Ahr) in Noordrijn-Westfalen
De heren van Dollendorf vormden in de 13e eeuw door hun vele bezittingen een invloedrijk geslacht. In de 14e eeuw traden echter delingen en erfstrijdigheden op, waardoor het geslacht verarmde. Midden 15e eeuw stierf het huis in mannelijke lijn uit. Via vererving in de vrouwelijke linie kwam de heerlijkheid Dollendorf achtereenvolgens aan de families van Brandenburg (Luxemburg), van Vinstingen en van Haracourt (1467 - 1536). Van 1536 tot 1574 was het gemeenschappelijk bezit van de graven van Borculo, van Salm en van Manderscheid. 
Vervolgens kwam het in 1574 aan het geslacht Manderscheid-Kail. Dit geslacht stierf in 1742 uit en werd beërfd door Manderscheid-Blankenheim. Ook de graaf van Salm-Dyck maakte aanspraken op de erfenis en liet zich 21 augustus huldigen, wat leidde tot de Dollendorfer Oorlog en een proces voor het Rijkskamergerecht. In 1753 kwam het tot een uitspraak ten gunste van Salm-Dyck. Blankenheim ging in hoger beroep en wist de zaak zo lang te traineren dat het bij de annexatie door Frankrijk in 1794 Dollendorf nog steeds in bezit had.
Het Congres van Wenen kende  Dollendorf toe aan het koninkrijk Pruisen.